# ウィクリフ聖書翻訳協会
ウィクリフ聖書翻訳協会（ウィクリフせいしょほんやくきょうかい、Wycliffe Bible Translators）は、世界規模で活動する福音派キリスト教の宣教団体の一つである。
1934年アメリカ人のキャメロン・タウンゼントらによりオクラホマ州で設立された。タウンゼントが指導者になった。聖書翻訳事業のために、その政府と良好な関係を持つことが大切であると考えて、どのような独裁政府とも関係を結んだ。また、カトリック教会や他宗教とも良好な関係を持とうとした。このことにより、内外から批判が寄せられた。しかし、タウンゼントは信念を貫いて、4500人の宣教師を持つ世界最大の宣教団体に育て上げた。
14世紀のイギリスの聖書学者ジョン・ウィクリフにちなんでWycliffe Bible Translatorsと名付けられた。
この団体は「聖書は全人類に対する神のメッセージ」であることを強調している。「母国語による伝道が最も効果的」であり、「教会が自立するためには、母国語による聖書が不可欠」であることを主張し、聖書翻訳と翻訳者の教育に力を注いだ。翻訳者で言語学の学位を持つものが増えた。
タウンゼントが1982年に死去すると、言語学者ケネス・パイクが指導者になった。